# Szisztematikus áttekintés
A szisztematikus áttekintések olyan típusú áttekintések, amelyek megismételhető elemzési módszereket alkalmaznak a másodlagos adatok gyűjtésére és elemzésére. A szisztematikus áttekintések egyik típusa, amely rendszerező módszerek alkalmazásával másodlagos adatgyűjtést végez, kritikusan értékeli a kutatásokat, és minőségi vagy mennyiségi szempontból összegzi az eredményeket.
A szisztematikus áttekintéseknek jelentős gyakorlati hasznuk van az egészségügyben dolgozó szakemberek számára. A randomizált kontrollált vizsgálatok alapján készülő szisztematikus áttekintések kulcsfontosságúak a bizonyítékokon alapuló orvoslás számára. Habár a szisztematikus áttekintéseket elsősorban orvosbiológiai vagy egészségügyi kontextusban alkalmazzák, azokat más területeken is fel lehet használni, ahol egy jól definiált téma értékelése hasznos lenne. A szisztematikus áttekintések segítségével átfogó kép kapható az egyes klinikai, közegészségügyi, környezetvédelmi és társadalmi és gazdasági beavatkozások alkalmazhatóságáról.

## Jellemzői
A szisztematikus áttekintések célja a kutatási kérdéssel kapcsolatos aktuális irodalom teljes, kielégítő összefoglalása. A szisztematikus áttekintések legelső lépése egy alaposan átgondolt, strukturált kérdés felállítása, amely az egész kutatást irányítja. A második lépés az irodalom széleskörű összegyűjtése a releváns tanulmányok bevonásával. Ennek során a legfontosabb adatbázisok (például a Web of Science, az Embase és a PubMed) lekérdezése történik meg egy egyelőre megtervezett kereső kóddal. Majd pedig a lekérdezett cikkek címeit és kivonatait (absztrakt) az előzetesen meghatározott kritériumok alapján ellenőrzik, amely során a nem releváns tanulmányokat kiszűrik. Ezt követi egy második szűrés, amely során már a teljes cikk elolvasása alapján születik meg a döntés a kiszűrésről. Az ezt követő lépés során pedig a korábbiakban kiválogatott publikációkból megtörténik a szükséges információ kigyűjtése és értékelése.
A szisztematikus áttekintések során gyakran, de nem mindig statisztikai módszereket (metaanalízist) használnak a vizsgálatok eredményeinek összekapcsolására, vagy legalábbis az alkalmazott módszertől függően a bizonyítékok szintjét értékelik. Ennek köszönhetően a szisztematikus áttekintés objektíven és átláthatóan közelít a kutatási szintézishez, ezzel is minimalizálva a torzítást.

## A szisztematikus áttekintések jelenlegi használata az orvostudományban
Az Archie Cochrane-ről elnevezett Cochrane egy több mint 37 000 egészségügyi szakemberből álló, nonprofit szervezet. Tagjai szisztematikus áttekintésekben foglalják össze a különböző megelőzés, terápia és rehabilitáció témában készített randomizált vizsgálatokat. A publikált Cochrane-tanulmányokat a Cochrane-Library adatbázisában (Cochrane Database of Systematic Reviews) teszik közzé. A Cochrane Database of Systematic Reviews 2018. évi impaktfaktora 7.755 volt, és a „Medicine, General & Internal” kategóriában a 11. helyen szerepelt. A Cochrane 2014 óta Magyarországon is elérhető. A Cochrane szisztematikus áttekintéseinek több típusa van:
1. A beavatkozási felülvizsgálatok az egészségügyben és az egészségpolitikában alkalmazott beavatkozások előnyeit és ártalmait értékelik.
2. A diagnosztikai tesztek pontosságának felülvizsgálata azt értékeli, hogy egy diagnosztikai teszt mennyire jól teljesít egy adott betegség diagnosztizálásában és kimutatásában.
3. A módszertani áttekintések a szisztematikus áttekintések és a klinikai vizsgálatok elvégzésének és jelentésének módjával kapcsolatos kérdésekkel foglalkoznak.
4. A kvalitatív felülvizsgálatok minőségi bizonyítékokat összegeznek a hatékonyságtól eltérő szempontokra vonatkozó kérdések megválaszolása érdekében.
5. A prognózisvizsgálatok az egyes egészségügyi problémák lehetséges jövőbeni kimeneteleit igyekeznek meghatározni.
6. A szisztematikus felülvizsgálatok áttekintése egy új típusú tanulmány, amely a szisztematikus áttekintésekből származó több bizonyítékot egyetlen dokumentumba foglalja össze, amely hozzáférhető, és a Cochrane Collaboration számára barátságos front endként szolgál az egészségügyi döntéshozatal tekintetében.
7. Az élő szisztematikus áttekintéseket folyamatosan frissítik, és a rendelkezésre álló releváns új bizonyítékokat beépítik. Ezek lehetnek magas színvonalú, félautomatizált, naprakész online kutatási összefoglalók, amelyeket az új kutatások megjelenésekor frissítenek. Az élő szisztematikus áttekintés és a hagyományos szisztematikus áttekintés közötti alapvető különbség a közzététel formája. Az élő szisztematikus áttekintések „dinamikus, tartós, kizárólag online elérhető, gyorsan és gyakran frissített bizonyíték-összefoglalók”.
8. A gyors áttekintések a tudásszintézis egy olyan formája, amely „felgyorsítja a hagyományos szisztematikus áttekintés elvégzésének folyamatát azáltal, hogy bizonyos módszereket racionalizál vagy elhagy, hogy erőforrás-hatékony módon bizonyítékokat állítson elő az érdekeltek számára”.
9. Az összetett rendszerekben végrehajtott komplex egészségügyi beavatkozások áttekintése a bizonyítékok szintézisének és az iránymutatások kidolgozásának javítása érdekében történik globális, nemzeti vagy egészségügyi rendszerek szintjén.
A Cochrane Collaboration kézikönyvet ad a beavatkozások szisztematikus áttekintőinek, amely „útmutatást nyújt a szerzőknek a Cochrane Intervention felülvizsgálatok elkészítéséhez”.